# Die Getriebenen
Die Getriebenen ist ein deutscher Historienfilm der ARD aus dem Jahr 2020. Das Drehbuch basiert auf dem Sachbuch Die Getriebenen: Merkel und die Flüchtlingspolitik des Journalisten Robin Alexander und rekonstruiert die Flüchtlingskrise in Europa ab 2015.
Der Film hätte ursprünglich ab Ende März 2020 – laut Trailer – kurzzeitig in den deutschen Kinos laufen sollen, doch die COVID-19-Pandemie in Deutschland machte diese Pläne zunichte. So lief er am 15. April 2020 im Ersten und wurde am 1. Mai 2020 auf One wiederholt.
Im Erscheinungsjahr 2020 erhielt der Spielfilm den Preis der Produzenten der Deutschen Akademie für Fernsehen.

## Handlung
Sommer 2015. Entlang der Balkanroute drängen immer mehr syrische Kriegsflüchtlinge und Migranten in Richtung Mitteleuropa. Der ungarische Ministerpräsident Orbán verweigert ihnen den Aufenthalt in seinem Land. Die deutsche Kanzlerin Merkel gibt mit ihrem Mantra „Wir schaffen das“ ihre Politik vor. Ihre Regierungs- und Parteikollegen, allen voran der bayerische Ministerpräsident Seehofer, stehen der Politik der offenen Grenzen skeptisch und ablehnend gegenüber. In Zusammenarbeit mit dem österreichischen Kanzler Faymann organisiert Merkel den Transport tausender Menschen von der ungarisch-österreichischen Staatsgrenze über Wien nach Deutschland. Die Handlung rekonstruiert die 63 Tage im Jahr 2015.

## Entstehungsgeschichte
Der Film wurde an Originalschauplätzen in Berlin, München, Wien, Budapest und Brüssel gedreht. Die Szenen in den Bergen, in denen Bundeskanzlerin Angela Merkel ihren Sommerurlaub verbringt, wurden in den Ötztaler Alpen im Tiroler Ort Gurgl gedreht. Die Dreharbeiten endeten Mitte Juli 2019 in Berlin.

## Rezeption

### Kritiken
Thomas Gehringer urteilte für Tittelbach.tv und schrieb: „Die Getriebenen“ „ist ein ebenso tempo- wie detailreiches Polit-Drama. […] Imogen Kogge spielt Angela Merkel überragend, weder als Klischee noch als bloße Kopie. Auch bringt das ausgewogene Drehbuch von Florian Oeller Merkels Stärken und Schwächen […] exemplarisch zum Vorschein. Kurze dokumentarische Ausschnitte belegen die realen Verhältnisse. Elegant sind manche Übergänge zwischen fiktionalem Spiel und dokumentarischem Original. Als politisches Lehrstück ist der Film dennoch nur bedingt tauglich. Und Schauspieler in Doku-Szenen zu ‚verpflanzen‘ oder reale Situationen nachspielen zu lassen, ist auch nicht immer eine gute Idee.“
In der Süddeutschen Zeitung schrieb Heribert Prantl: „Der Film ist fast eine Liebeserklärung an Angela Merkel. Und dass man bisweilen das Gefühl hat, der Film könnte auch zur Einleitung ihrer Heiligsprechung verwendet werden, liegt gewiss auch an der großartigen Leistung der Schauspielerin Imogen Kogge. Sie gibt Merkel eine Aura, bei der sich Menschlichkeit und hochprofessionelle Staatsfraulichkeit verbinden. […] Es ist ein echtes Erlebnis: Die schauspielerischen Leistungen in diesem Film sind durchweg beachtlich.“
Kritiker Thomas E. Schmidt wertete für Die Zeit: „Die Filmer kombinierten TV-Material mit Spielszenen, das Tempo ist hoch. Was die Akteure in Berlin, Brüssel, Budapest oder München sagen, war vielleicht nicht im Wortlaut so, klingt aber wahrscheinlich, und zwar so sehr, dass die Echtheit ihrer Tonfälle beinahe frappiert. Freunde und Feinde der Merkelschen Politik können gleichermaßen staunen, und sie werden beide in ihren Vorurteilen enttäuscht. Es war alles doch noch ein bisschen anders. Die Getriebenen ist ein veristisches Dokudrama, gerade kein Lehrstück und insofern großes Spiel.“
Jonas Hermann von der Neuen Zürcher Zeitung urteilte: „Die Sympathiesteuerung ist dabei eindeutig: Die Politiker und Berater um Merkel werden wahlweise als machthungrig, altersschwach oder verbohrt dargestellt. Merkel bleibt dabei standhaft und hält die Fahne der Humanität hoch. Mit der Realität stimmt dieses Bild insofern überein, als die Kanzlerin im Zweifelsfall härter ist als die meisten in ihrem politischen Umfeld. Wenig glaubhaft ist indes, dass allein die Barmherzigkeit ihr Handeln in der Asylkrise bestimmte. Eine Kanzlerschaft lässt sich nicht mit Altruismus bestreiten, und der Wunsch nach Machterhalt verbiegt manche Entscheidung.“

### Politische Reaktionen
Der sozialdemokratische Vorwärts sah in dem Film ein Dokudrama über „Merkels Wendungen in der Flüchtlingspolitik.“ Wichtige Akteure neben Merkel blieben aus Sicht der SPD-Parteizeitung im Film „blass oder erscheinen als Karikatur, was sich schwerlich mit dem dokumentarischen Anspruch des Ganzen verträgt.“ Der frühere Präsident des Bundesamtes für Verfassungsschutz Hans-Georg Maaßen, der im Film von Michael Benthin dargestellt wird, urteilte unter der Überschrift „Wahrheit und Dichtung“ in einem Focus-Gastbeitrag: „Imogen Kogge in der Hauptrolle als Angela Merkel und andere hochkarätige Akteure spielen so überzeugend, dass es für den Zuschauer verführerisch ist zu glauben: So war es wirklich. (...) Anders als der Film endete die Flüchtlingskrise nicht abrupt mit dem CSU-Parteitag im November 2015, sondern sie ging weiter.“
Thomas de Maizière, zu Beginn der Flüchtlingskrise Bundesinnenminister unter Merkel und im Film von Wolfgang Pregler dargestellt, äußerte im Juni 2020 in einem Interview: „Das Buch ist eine Abrechnung mit Merkel und der Regierungspolitik Merkel in der Zeit. Und der Film, da kommt Frau Merkel [...] mit ihrer ganzen Abwägung [...] eigentlich am besten weg [...] In diesem Film werden alle Beteiligten außer der Kanzlerin [...] im Grunde nur so geschildert, als ginge es bei all dem was sie entscheiden immer nur um sich. Ob Seehofer Söder eins auswischt, oder ob Seehofer Söder verhindert, oder Söder irgendwas will, und Gabriel immer nur daran denkt, ob er jetzt Kanzlerkandidat wird usw. usw. und das hat mich gestört.“

### Einschaltquoten
Die Erstausstrahlung von Die Getriebenen am 15. April 2020 wurde in Deutschland von 3,98 Millionen Zuschauern gesehen und erreichte einen Marktanteil von 12,5 % für Das Erste.